# Artiom Zacharow
Artiom Aleksiejewicz Zacharow (ros. Артём Алексеевич Захаров, ur. 27 października 1991 w Pietropawłowsku) – kazachski kolarz szosowy i torowy. Olimpijczyk (2016).

## Osiągnięcia

### Kolarstwo szosowe
Opracowano na podstawie:

2017
- 3. miejsce w mistrzostwach Kazachstanu (jazda indywidualna na czas)
- 1. miejsce w mistrzostwach Kazachstanu (start wspólny)

2018
- 3. miejsce w mistrzostwach Kazachstanu (start wspólny)

2019
- 1. miejsce w mistrzostwach Azji (jazda drużynowa na czas)

2021
- 3. miejsce w mistrzostwach Kazachstanu (start wspólny)

2022
- 2. miejsce w mistrzostwach Kazachstanu (start wspólny)

### Kolarstwo torowe
Opracowano na podstawie:

2012
- 3. miejsce w mistrzostwach Azji (wyścig drużynowy na dochodzenie)

2017
- 2. miejsce w mistrzostwach Azji (wyścig indywidualny na dochodzenie)
- 2. miejsce w mistrzostwach Azji (madison)

2018
- 3. miejsce w mistrzostwach Azji (wyścig indywidualny na dochodzenie)
- 3. miejsce w mistrzostwach Azji (omnium)
- 3. miejsce w igrzyskach azjatyckich (wyścig indywidualny na dochodzenie)
- 3. miejsce w igrzyskach azjatyckich (omnium)

2019
- 3. miejsce w mistrzostwach Azji (wyścig drużynowy na dochodzenie)
- 2. miejsce w mistrzostwach Azji (wyścig punktowy)

2020
- 2. miejsce w mistrzostwach Azji (omnium)
- 3. miejsce w mistrzostwach Azji (madison)

## Rankingi

### Kolarstwo szosowe
| Rok             | 2013  | 2014 | 2015 | 2016  | 2017 | 2018  | 2019 | 2020  | 2021 | 2022 | 2023  |
| --------------- | ----- | ---- | ---- | ----- | ---- | ----- | ---- | ----- | ---- | ---- | ----- |
| UCI World Tour  |       |      |      | -     | 415. | -     |      |       |      |      |       |
| World Ranking   |       |      |      | 1957. | 750. | 916.  | 958. | 1365. | 652. | 729. | 1808. |
| UCI Europe Tour | 1106. | -    | 967. | -     | -    | 1692. |      |       |      |      |       |
| UCI Asia Tour   | 149.  | -    | -    | 358.  | 81.  | 127.  | 45.  | 90.   | 10.  | 36.  | -     |
|                 |       |      |      |       |      |       |      |       |      |      |       |
| Źródło: UCI     |       |      |      |       |      |       |      |       |      |      |       |